# Cicloide sferica
La cicloide sferica è una curva tridimensionale che può essere definita dal seguente sistema di equazioni parametriche cartesiane
{\displaystyle \left\{{\begin{matrix}qx=&a((q-\cos w)\cos t+\cos w\cos t\cos qt+\sin t\sin qt)\\qy=&a((q-\cos w)\sin t+\cos w\sin t\cos qt-\cos t\sin qt)\\qz=&a\sin w(i-\cos qt)\end{matrix}}\right.}
Questa curva si può anche definire come tracciata da un punto fisso di un cono di rivoluzione che rotola senza strisciare sopra un secondo cono di rivoluzione avente lo stesso vertice. Si osservi che il primo cono può rotolare sia sopra la faccia concava che sulla faccia convessa dell'altro cono.
Mandando all'infinito il vertice comune ai due coni si ottengono la ipocicloide (cono rotolante sulla faccia concava) e la epicicloide (cono rotolante sulla faccia convessa).